# Harraniavävarna

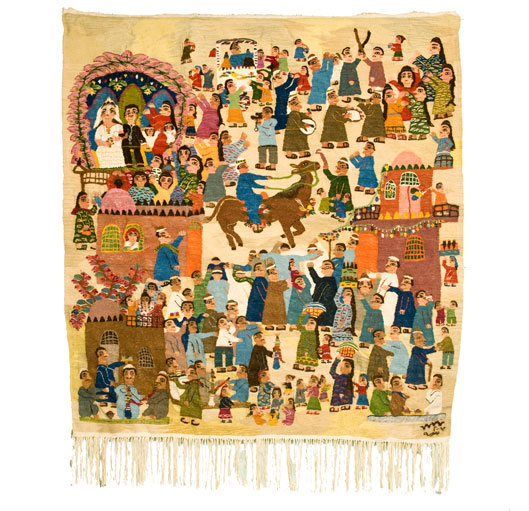
Harraniavävning.

Harraniavävarna i Egypten är ett projekt startat på 1950-talet av arkitekturprofessor Ramses Wissa Wassef (1911-1974) och hans fru Sophie, för att ge ungdomar chans att utveckla sitt kreativa sinne, samtidigt som Wassef kunde bidra till att gamla hantverkskunnande bevarades till eftervärlden, främst mot inriktning bildvävning.
Paret utvecklade en pedagogisk idé för att bevara barns kreativitet och samtidigt hjälpa fattiga familjer med deras försörjning. När Wasef började sin verksamhet i byn Harrania belägen söder om Giza i Egypten var byn fattig och befolkningen bestod mest av bönder som var beroende av barnens arbetsinsatser för familjens försörjning. Många familjer hade därför svårigheter att låta barnen gå i skola. Trots detta lyckades Wissa Wassef med sin pedagogik, att ge egyptiska barn skolutbildning samtidigt som de utvecklade sin kreativa skapande förmåga inom bildvävning. Dessutom gavs barnen möjlighet till försörjning och kunskapen om ett gammalt vävhantverk räddades.
Man vävde i upprättstående vävstolar och barnen deltog i hela verksamhetsledet från färgning av garnet, varpning och slutligen vävningen. Barnens bilder utgick från dem själva och från deras egen fantasivärld, till exempel djur, växter och exotiska frukter. En viktig del i idén har varit betalning till barnen för utfört arbete, för att stärka självförtroende och bidra till ekonomiskt försörjning.
Wassefs grundläggande syn på barn och kreativitet bygger på reglerna: Ingen kritik, ingen inblandning från vuxna och inget estetiskt inflytande utifrån.
”Det är ett eget inre språk fyllt av värme och uttryck, och de går helt upp i det. Detta språk är internationellt.” (citat Ramses Wissa Wassef).
Vävda bilder från vävarbyn Harrania har fått stort intresse i västvärlden och under 1960-talet utvecklades en liknande pedagogisk verksamhet i svenska Hedesunda ledd av Birger Forsberg, en verksamhet som fortgår än idag (se Hedesundavävarna).
Efter Wassefs död drivs skolan av Wassefs hustru och döttrar som idag har infört både keramik och batik som nya konsthantverkstekniker.
På Wassefs vävarskola finns idag finns ett femtiotal barn och ungdomar som studerar samtidigt som de väver för sin försörjning. 
Sedan 1952 har två generationer vävare utbildats på centret.
Projektet har vidareutvecklats till Ramses Wissa Wassef Art Center som idag är ett välkänt konstcentrum med inriktning mot vävkonst.